# Liste der Stolpersteine in Berlin-Rummelsburg
Die Liste der Stolpersteine in Berlin-Rummelsburg enthält die Stolpersteine im Berliner Ortsteil Rummelsburg im Bezirk Lichtenberg, die an das Schicksal der Menschen erinnern, die im Nationalsozialismus ermordet, deportiert, vertrieben oder in den Suizid getrieben wurden. Die Spalten der Tabelle sind selbsterklärend. Die Tabelle erfasst insgesamt 33 Stolpersteine und ist teilweise sortierbar; die Grundsortierung erfolgt alphabetisch nach dem Familiennamen.
Im Museum Lichtenberg befindet sich für alle im Bezirk verlegten Stolpersteine ein Gedenkbuch, in dem ausführliche Biografien der so posthum geehrten Menschen enthalten sind.
| Bild | Name                      | Standort              | Verlegedatum  | Leben | Lage                |
| ---- | ------------------------- | --------------------- | ------------- | --- | ------------------- |
|      | Josef Bacharach           | Hirschberger Straße 2 | 9. Dez. 2009  | |                     |
|      | Dorothea Baum             | Münsterlandstraße 42  | 12. Sep. 2023 | |                     |
|      | Herbert Baum              | Münsterlandstraße 42  | 12. Sep. 2023 | |                     |
|      | Klara Davidsohn           | Krummhübler Straße 1  | 9. Dez. 2009  | |                     |
|      | Walter Davidsohn          | Krummhübler Straße 1  | 9. Dez. 2009  | |                     |
|      | Henriette Dobrin          | Kernhofer Straße 2    |               | |                     |
|      | Max Dobrin                | Kernhofer Straße 2    |               | |                     |
|      | Gerhard Drucker           | Eitelstraße 27        | 3. Juni 2017  | |                     |
|      | Leopold Drucker           | Eitelstraße 27        | 3. Juni 2017  | |                     |
|      | Dorothea Imber            | Kernhofer Straße 2    |               | |                     |
|      | Isidor Kiwi               | Eitelstraße 27        | 3. Juni 2017  | |                     |
|      | Johanna Kiwi              | Eitelstraße 27        | 3. Juni 2017  | |                     |
|      | Gerhard Litzmerski        | Eitelstraße 27        | 3. Juni 2017  | |                     |
|      | Arthur Loewenberg         | Leopoldstraße 22      | 17. Nov. 2009 | Die Stolpersteine für die Familie Loewenberg wurden im August 2011 mit einer dunklen Farbe übergossen, die aber wieder entfernt werden konnte. |                     |
|      | Gertrud Loewenberg        | Leopoldstraße 22      | 17. Nov. 2009 | Die Stolpersteine für die Familie Loewenberg wurden im August 2011 mit einer dunklen Farbe übergossen, die aber wieder entfernt werden konnte. |                     |
|      | Max Gerhard Loewenberg    | Leopoldstraße 22      | 17. Nov. 2009 | Die Stolpersteine für die Familie Loewenberg wurden im August 2011 mit einer dunklen Farbe übergossen, die aber wieder entfernt werden konnte. |                     |
|      | Erna Lohs                 | Lückstraße 22         | 15. Juni 2023 | |                     |
|      | Gerhard Raddatz           | Wönnichstraße 103     | 10. Okt. 2011 | Stolperstein am 10. Oktober 2011 eingeweiht. Der so Geehrte war ein Zeuge Jehovas. |                     |
|      | Bertha Reich              | Eitelstraße 80        | 16. März 2018 | Bertha Reich (geb. 6. Januar 1887 in Krojanke (Westpreußen); gest. 1943 im KZ Auschwitz) war eine jüdische Bürgerin aus Berlin. Sie wohnte in der Eitelstraße 80 im heutigen Ortsteil Berlin-Rummelsburg und arbeitete in den 1940er Jahren in der Firma Siemens & Halske in der Lichtenberger Herzbergstraße. Von hier wurde sie am 1. April 1943 verhaftet und in das KZ Auschwitz-Birkenau verschleppt, wo sie umgebracht wurde. Im Auftrag der Lichtenberger Bezirksverwaltung hat der Künstler Gunter Demnig vor Bertha Reichs Wohnhaus den 125. Stolperstein im Bezirk verlegt. |                     |
|      | Bertha Rosenberg          | Nöldnerplatz          | 3. Sep. 2018  | |                     |
|      | Else Rosenberg            | Nöldnerplatz          | 3. Sep. 2018  | |                     |
|      | Auguste Schnee            | Hauffstraße 11        |               | |                     |
|      | Ignatz Schnee             | Hauffstraße 11        |               | |                     |
|      | Curt Siegmund Silberstein | Hauptstraße 80        | 2. Dez. 2017  | |                     |
|      | Denny Silberstein         | Hauptstraße 80        | 2. Dez. 2017  | |                     |
|      | Heinz Silberstein         | Hauptstraße 80        | 2. Dez. 2017  | |                     |
|      | Hildegard Silberstein     | Hauptstraße 80        | 2. Dez. 2017  | |                     |
|      | Herta Wegfraß             | Weitlingstraße 24     | 17. Nov. 2009 | | 52.508889 13.497222 |
|      | Sophie Wegfraß            | Weitlingstraße 24     | 17. Nov. 2009 | | 52.508888 13.497222 |
|      | Hirsch Weissbrod          | Hirschberger Straße 2 | 9. Dez. 2009  | |                     |
|      | Pesia Weissbrod           | Hirschberger Straße 2 | 9. Dez. 2009  | |                     |
|      | Sonja Weissbrod           | Hirschberger Straße 2 | 9. Dez. 2009  | |                     |
|      | Theodor Weissbrod         | Hirschberger Straße 2 | 9. Dez. 2009  | |                     |